# Rhynchostegiella linderi
Rhynchostegiella linderi là một loài rêu trong họ Brachytheciaceae. Loài này được Thér. mô tả khoa học đầu tiên năm 1930.